# Tone Kujundžić
Tone (Tona, Antonija) Kujundžić, hrvaška bačka pesnica, katoliška kulturna delavka in članica križarskega gibanja, * 2. oktober 1914, Tavankut, Avstro-Ogrska (zdaj Vojvodina), † 3. april 1996.

## Življenje
Rodila se je v plemiški družini Kujundžić leta 1914 v Tavankutu kot peti in najmlajši otrok v družini. Njen oče Ilija je bil ubit trinajst dni po njenem rojstvu v prvi svetovni vojni v Galiciji. Osnovno šolo je končala v domačem kraju, en razred meščanske šole pa v samostanu sester Naše Gospe v Subotici. Najstarejša sestra Janja je odšla v kontemplativno skupnost sester Magdalenk v Studenice pri Mariboru, drugi dve pa v Družbo sester Naše Gospe. S petnajstimi leti se je pridružila kongregaciji Marije Brezmadežnega spočetja v Subotici.
Med pripravami na prvi škofijski evharistični kongres leta 1931 v Subotici se je seznanila z delovanjem križarskega gibanja. 22. julija 1930 je postala članica križniškega sestrstva v Subotici in njegova četrta in zadnja predsednica (1935–1941). Od leta 1937 do svoje smrti leta 1996 je trpela za revmatičnim artritisom. Sodelovala je s Franjem Šeperjem, Tomislavom Poglajenom, Marico Stanković idr. Z vstopom Bačke v avtonomno pokrajino Vojvodino jo je Komunistična partija Jugoslavije uvrstila med kulake in ji zaplenila 23 arov zemlje in hišo. Leta 1947 je bila obtožena »sodelovanja z okupatorjem« in zaprta. Leta 1949 so jo skupaj s sestro in mamo znova aretirali in obtožili »špekulacij«, družini pa zaplenili celotno premoženje. Na božični večer 1949 so jo z mamo in sestro preselili iz Subotice v zapor Petrovaradin. Iz zapora so jo izpustili marca 1950.
Svoje prve pesmi je napisala na začetku druge svetovne vojne, v času, ko so nemške in madžarske sile aprila 1941 vstopile v Subotico. Pesmi, članke in spomine je objavljala v Subotički Danici (1984–1995) in Bačkem Klasju (od 1978). Ob ustanovitvi Katoliškega inštituta »Ivan Antunović« leta 1989 je postala njegova častna članica.